# Olympische Sommerspiele 2000/Kanu – Einer-Kajak Slalom (Frauen)
Die Wettkämpfe im Einer-Kajak-Slalom der Frauen bei den Olympischen Sommerspielen 2000 wurden am 17. und 18. September 2000 auf der Slalomstrecke im Penrith Whitewater Stadium ausgetragen.
Olympiasiegerin wurde Štěpánka Hilgertová, die somit ihren Titel aus Atlanta 1996 verteidigen konnte.

## Ergebnisse

### Qualifikation
Die 20 Teilnehmerinnen hatten in der Qualifikation am 17. September zwei Läufe. Die 15 Athletinnen mit den besten addierten Ergebnissen erreichten das Finale.
Dort führte Mandy Planert nach dem ersten Durchgang, wurde im zweiten Lauf aber auf Platz 6 durchgereicht.
| Rang | Kanutin                  | Nation             | Lauf 1   | Lauf 1 | Lauf 1 | Lauf 2   | Lauf 2 | Lauf 2 | Gesamt |
| Rang | Kanutin                  | Nation             | Zeit     | Strafe | Gesamt | Zeit     | Strafe | Gesamt | Gesamt |
| ---- | ------------------------ | ------------------ | -------- | ------ | ------ | -------- | ------ | ------ | ------ |
| 1    | Elena Kaliská            | Slowakei           | 141,58 s | 0      | 141,58 | 139,32 s | 4      | 143,32 | 284,90 |
| 2    | Štěpánka Hilgertová      | Tschechien         | 143,56 s | 0      | 143,56 | 141,51 s | 0      | 141,51 | 285,07 |
| 3    | Irena Pavelková          | Tschechien         | 144,47 s | 2      | 146,47 | 142,07 s | 2      | 144,07 | 290,54 |
| 4    | Brigitte Guibal          | Frankreich         | 145,67 s | 2      | 147,67 | 140,95 s | 4      | 144,95 | 292,62 |
| 5    | Gabriela Stacherová      | Slowakei           | 148,55 s | 0      | 148,55 | 146,38 s | 0      | 146,38 | 294,93 |
| 6    | Rebecca Giddens          | Vereinigte Staaten | 144,48 s | 4      | 148,48 | 146,13 s | 2      | 148,13 | 296,61 |
| 7    | Mandy Planert            | Deutschland        | 147,96 s | 4      | 151,96 | 144,43 s | 2      | 146,43 | 298,39 |
| 8    | Susanne Hirt             | Deutschland        | 151,29 s | 4      | 155,29 | 141,65 s | 2      | 143,65 | 298,94 |
| 9    | Sandra Friedli           | Schweiz            | 148,89 s | 2      | 150,89 | 145,12 s | 10     | 155,12 | 306,01 |
| 10   | Violetta Oblinger-Peters | Österreich         | 147,71 s | 2      | 149,71 | 154,77 s | 4      | 158,77 | 309,48 |
| 11   | Anne-Lise Bardet         | Frankreich         | 148,90 s | 6      | 154,90 | 152,18 s | 2      | 154,18 | 309,08 |
| 12   | María Eizmendi           | Spanien            | 154,02 s | 6      | 160,02 | 149,15 s | 2      | 151,15 | 311,17 |
| 13   | Laura Blakeman           | Großbritannien     | 151,47 s | 4      | 155,47 | 148,00 s | 8      | 156,00 | 311,47 |
| 14   | Danielle Woodward        | Australien         | 153,49 s | 8      | 161,49 | 148,31 s | 4      | 152,31 | 313,80 |
| 15   | Margaret Langford        | Kanada             | 157,55 s | 6      | 163,55 | 146,96 s | 4      | 150,96 | 314,51 |
| 16   | Maria Cristina Giai Pron | Italien            | 153,34 s | 4      | 157,34 | 158,55 s | 6      | 164,55 | 321,89 |
| 17   | Nada Mali                | Slowenien          | 157,26 s | 6      | 163,26 | 156,19 s | 6      | 162,19 | 325,45 |
| 18   | Eadaoin Ní Challarain    | Irland             | 159,93 s | 8      | 167,93 | 157,56 s | 6      | 163,56 | 331,49 |
| 19   | Beata Grzesik            | Polen              | 152,80 s | 56     | 208,80 | 145,58 s | 2      | 147,58 | 356,38 |
| 20   | Florence Fernandes       | Portugal           | 171,65 s | 56     | 227,65 | 160,10 s | 2      | 162,10 | 389,75 |

### Finale
Die 15 Teilnehmerinnen hatten im Finale am 18. September zwei Läufe. Gewertet wurde die Addition der beiden Läufe.
| Rang | Kanutin                  | Nation             | Lauf 1   | Lauf 1 | Lauf 1 | Lauf 2   | Lauf 2 | Lauf 2 | Gesamt |
| Rang | Kanutin                  | Nation             | Zeit     | Strafe | Gesamt | Zeit     | Strafe | Gesamt | Gesamt |
| ---- | ------------------------ | ------------------ | -------- | ------ | ------ | -------- | ------ | ------ | ------ |
| 1    | Štěpánka Hilgertová      | Tschechien         | 125,21 s | 0      | 125,21 | 121,83 s | 0      | 121,83 | 247,04 |
| 2    | Brigitte Guibal          | Frankreich         | 122,98 s | 2      | 124,98 | 124,90 s | 2      | 126,90 | 251,88 |
| 3    | Anne-Lise Bardet         | Frankreich         | 125,77 s | 0      | 125,77 | 129,00 s | 0      | 129,00 | 254,77 |
| 4    | Elena Kaliská            | Slowakei           | 126,68 s | 0      | 126,68 | 126,80 s | 0      | 126,80 | 255,95 |
| 5    | Irena Pavelková          | Tschechien         | 127,31 s | 2      | 129,31 | 126,80 s | 0      | 126,80 | 256,11 |
| 6    | Mandy Planert            | Deutschland        | 124,03 s | 2      | 124,03 | 129,82 s | 2      | 131,82 | 257,85 |
| 7    | Rebecca Giddens          | Vereinigte Staaten | 127,26 s | 2      | 129,26 | 127,43 s | 2      | 129,43 | 256,69 |
| 8    | Danielle Woodward        | Australien         | 128,58 s | 4      | 132,58 | 129,31 s | 0      | 129,31 | 261,89 |
| 9    | Sandra Friedli           | Schweiz            | 125,79 s | 2      | 127,79 | 128,51 s | 6      | 134,51 | 262,30 |
| 10   | Susanne Hirt             | Deutschland        | 129,08 s | 2      | 131,08 | 132,93 s | 2      | 134,93 | 266,01 |
| 11   | Gabriela Stacherová      | Slowakei           | 134,02 s | 0      | 134,02 | 132,61 s | 2      | 134,61 | 268,63 |
| 12   | Laura Blakeman           | Großbritannien     | 134,91 s | 2      | 136,91 | 136,80 s | 0      | 136,80 | 273,71 |
| 13   | Margaret Langford        | Kanada             | 136,82 s | 4      | 140,82 | 129,32 s | 4      | 133,32 | 274,14 |
| 14   | María Eizmendi           | Spanien            | 134,97 s | 2      | 136,97 | 135,58 s | 4      | 139,58 | 276,55 |
| 15   | Violetta Oblinger-Peters | Österreich         | 143,64 s | 2      | 145,64 | 134,65 s | 2      | 139,65 | 282,29 |